# کارمل باکینگهام
کارمِل باکینگهام (انگلیسی: Carmel Buckingham; ۲۱ مهٔ ۱۹۹۸ –) خواننده اسلواکی-آمریکایی و خوانندهٔ اصلی گروه پاپ پانک The House United مستقر در نشویل است. خواهر بزرگتر او سلست باکینگهام است. او در حال حاضر از نام هنری «کارمِل پَرِدایس» استفاده می‌کند.